# Boomskoje Usjtjelje
Boomskoje Usjtjelje (ryska: Boomskoye Ushchel’ye, Боомское Ущелье) är en ravin i Kirgizistan. Den ligger i den centrala delen av landet, 100 km öster om huvudstaden Bisjkek. Boomskoje Usjtjelje ligger 1 509 meter över havet.
Terrängen runt Boomskoje Usjtjelje är bergig österut, men västerut är den kuperad. Boomskoje Usjtjelje ligger nere i en dal. Runt Boomskoje Usjtjelje är det mycket glesbefolkat, med 5 invånare per kvadratkilometer. Trakten runt Boomskoje Usjtjelje består i huvudsak av gräsmarker.